# Mária magyar királynő
Mária (Anjou Mária, horvátul: Marija Anžuvinska, lengyelül: Maria Andegaweńska; Buda, 1371. április 14. – Buda, 1395. május 17.), Anjou-házi magyar és lengyel királyi hercegnő, Magyarország és Horvátország királynője 1382 és 1385 között, valamint 1386-tól haláláig, 1387-től férje, Luxemburgi Zsigmond társuralkodójaként. Kortársai latinul királynak (rex) nevezték, mert még fogalomként is teljesen idegen volt számukra a királynőség, mint egyeduralkodási forma. Ahhoz, hogy nő létére elfoglalhassa a trónt, apjának, I. Lajosnak fiúsíttatni kellett leányát, így jogilag férfinak számított, ezért is használták rá jogosan a rex (király) megjelölést a regina (királyné, királynő) helyett, amely utóbbi kifejezés elsősorban a király hitvesét jelölte.
Nagy Lajos király és Kotromanić Erzsébet királyné harmadik leánya, szülei második Mária nevű gyermeke: legidősebb nővére egyévesen, 1366-ban meghalt, így az 1371-ben született leány is a Mária nevet kapta. Fiatalabb nővére, Katalin 1378-ban halt meg. Míg Mária Magyarországot, addig húga (az 1997. június 8-án szentté avatott) Hedvig Lajos király döntése alapján Lengyelország trónját örökölte meg. Máriát 1382. szeptember 17-én koronázták meg Székesfehérvárott. 1385. december 31-én lemondott II. Károly javára, de 1386. február 7-étől haláláig ismét ő volt – 1387. március 31-étől Luxemburgi Zsigmond társuralkodójaként – a Magyar Királyság törvényes uralkodója.

## Származása
A Capeting-ház Anjou-házi magyar ágának tagjaként, Nagy Lajos magyar és lengyel király és második felesége, Kotromanić Erzsébet bosnyák hercegnő házasságából született. Apja Károly Róbert magyar király és Łokietek Erzsébet királyné harmadik fiúgyermeke volt. Apai nagyapai dédszülei Martell Károly calabriai herceg (V. István magyar király unokája) és Ausztriai Klemencia hercegné (I. Rudolf német király leánya), apai nagyanyai dédszülei Kis Ulászló lengyel király és Kaliszi Hedvig királyné (IV. Béla magyar király unokája) voltak. Mária anyja II. Kotromanić István bán és Kujáviai Erzsébet bánné egyetlen leánygyermeke volt. Anyai nagyapai dédszülei I. Kotromanić István bán és Nemanjić Erzsébet (szintén V. István magyar király unokája) voltak.
Nagy Lajos királynak és Erzsébet királynénak összesen négy leánygyermeke született, melyek közül Mária volt a harmadik. Legidősebb testvére a szintén Mária névre keresztelt, utólag az Idősebb jelzővel illetett hercegnő gyermekként meghalt. Másik nővére Katalin hercegnő Louis de Valois, Orléans hercegének jegyese volt, ám ő is fiatalon elhunyt. Egyetlen húga, Szent Hedvig későbbi lengyel királynő, Jagelló litván nagyfejedelem felesége lett. Amíg mindhárom testvére élt, apja elképzelései szerint Katalin hercegnő hozzáment volna Louis d'Orléans-hoz, a francia király, Charles le Bien-Aim testvéréhez, aki egyúttal a Nápolyi Királyság örököse is volt. Hedvig hercegnőnek Habsburg Vilmos osztrák herceget szánta, míg Mária lett volna Luxemburgi Zsigmond, Brandenburg őrgrófjának hitvese.

## Nőági öröklés
Mária nevelését Déméndi László váradi püspök és Tótsolymosi Apród János küküllei főesperes irányította. Apja már 1373. június 1-jén feleségül ígérte IV. Károly német-római császár fiának, Zsigmondnak, az eljegyzést azonban csak 1379 második felében, Nagyszombatban tartották meg. Mária és Zsigmond ugyanis távoli rokonságban álltak egymással, de XI. Gergely pápa 1374. november 24-én engedélyezte a házasságot. Nagy Lajosnak csak leányai születtek, ezért mindenképpen biztosítani kívánta számukra az örökösödést, és ez tekintélyénél fogva sikerült is. Már 1374-ben a kassai privilégiummal elismertette a lengyel nemességgel a leányági örökösödést, majd 1379-ben – Katalin halála (1378) után – Mária jogát a lengyel trónra.

## Királlyá koronázás

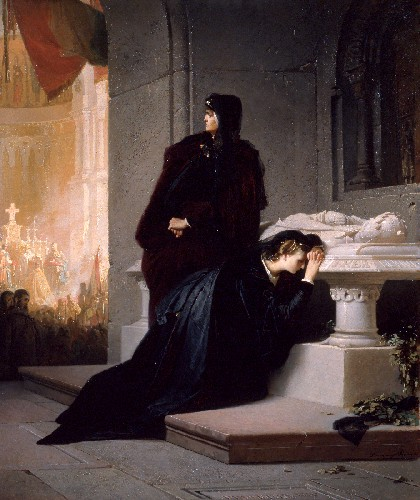
Liezen-Mayer Sándor: Erzsébet és Mária királynők Nagy Lajos sírjánál Fehérvárott

Nagy Lajos még életében fiúsíttatta lányát, így halála után a magyar hatalmi elit elfogadta Máriát királynak (rex). Apja temetése után egy nappal, 1382. szeptember 17-én királlyá választották, és Demeter esztergomi érsek királlyá koronázta. Ő volt az első nő, akinek a Szent Koronát a fejére tették.
A tizenegy éves leány nevében anyja, Erzsébet irányította a kormányzást. Döntéseiben Garai Miklós nádorra hagyatkozott. A nádor vezette azt a főúri csoportot, amely a szerintük német és cseh érdekeket szolgáló Zsigmond félreállítását tűzte ki célul. A nőuralmat egyre inkább elvető közvélemény azonban éppen Zsigmondtól várta a helyzet rendezését. A királynők pedig többször is kísérletet tettek elsősorban a köznemesség megnyerésére.

## Magyar királynő
Mária 1384. június 22-én megerősítette apja 1351-es törvényeit. 1385. november 8-án egy Budán tartandó országgyűlésre négy-négy választott küldöttet kért a megyéktől, de végül éppen ezen az országgyűlésen mondatták le. Amikor 1384 augusztusában nyilvánosságra került, hogy az udvar tervei szerint Mária férje nem Zsigmond, hanem VI. Károly francia király öccse, Lajos lesz, nyílt viszálykodás tört ki. Az ellenzék szemében a férj kiválasztása is bizonyította Erzsébet alkalmatlanságát a kormányzásra. Az 1378. szeptember 20-án bekövetkezett egyházszakadás után a francia király az ellenpápát támogatta. A házasság révén Magyarország ellentétes táborba került a Szentszékkel, a Nápolyi Királysággal és a német-római császári címet viselő Luxemburg-házzal is. Az udvar rövidlátó politikájának köszönhetően felbomlott a lengyel–magyar perszonálunió is. 1383. március 28-án Erzsébet anyakirályné felmentette a lengyeleket Máriának és Zsigmondnak tett esküjük alól, majd 1384. október 15-én Nagy Lajos kisebbik leányát, Hedviget Krakkóban lengyel királlyá (rex) koronázták.

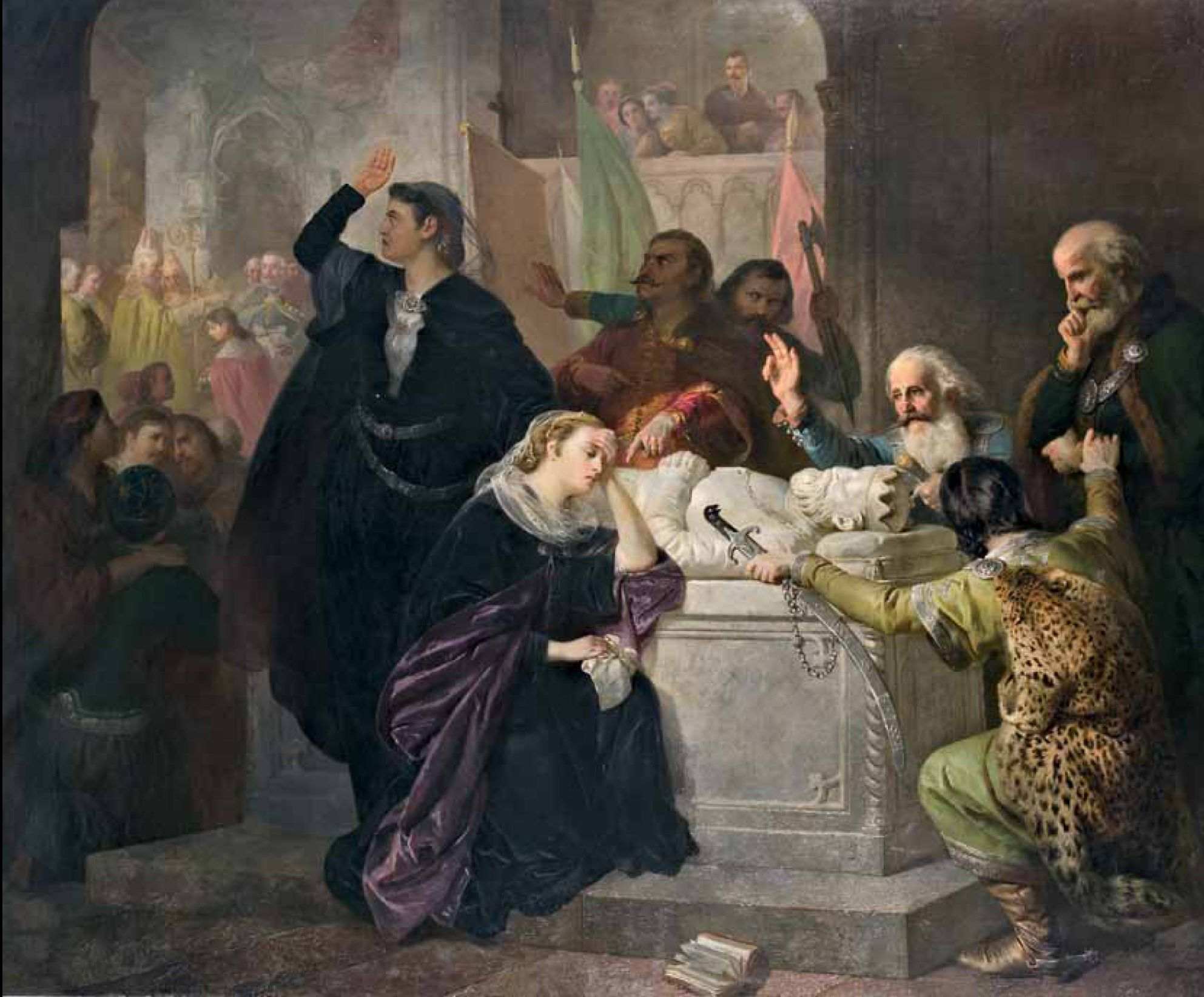
Molnár József: Mária és Erzsébet Kis Károly koronázásán Fehérvárott

1385 tavaszán, az udvar és a felkelők között Pozsegavárott tartott sikertelen tárgyalások után Mária és Lajos házasságát képviselők útján megkötötték. A Magyarországról távozni kényszerült Zsigmond fegyverrel kívánt érvényt szerezni jogainak. Megnyerte magának német és cseh király bátyja és morva őrgróf nagybátyja támogatását. Zsigmond a támogatás fejében elzálogosította Magyarországnak a Vág folyótól nyugatra eső területét és Brandenburgi őrgrófságát is. A cseh-morva csapatok élén érkezve 1385. november 1-jén kikényszerítette a házasságot Máriával. A házasság hírére Lajos visszalépett, így minden akadály elhárult volna a konszolidáció elől, ha nem lépett volna fel trónkövetelőként Durazzói Károly.
Horváti Pál zágrábi püspök és Horváti János macsói bán állt annak a tábornak az élére, amely nem ismerte el a nőági örökösödést. Ők a Nagy Lajos udvarában nevelkedett III. (Durazzói) Károlyt, a Nápolyi Királyság uralkodóját hívták meg a magyar trónra. A Magyarországon rendkívül népszerű Károly a hozzá csatlakozó bárókra és a köznemességre támaszkodva lemondásra kényszerítette Máriát, és 1385. december 31-én Székesfehérvárott Demeter esztergomi érsek közreműködésével magyar királlyá koronáztatta magát. Zsigmondnak nem volt elegendő ereje arra, hogy ezt megakadályozza, így ismét menekülnie kellett. A mindössze harminckilenc napig uralkodó Károly meggyilkolása (1386. február 24.) után a nápolyi Anjouk mellett makacsul kitartó párt Károly kiskorú fiát, Lászlót nyilvánította királlyá, és felkelést szervezett a délvidéken. 

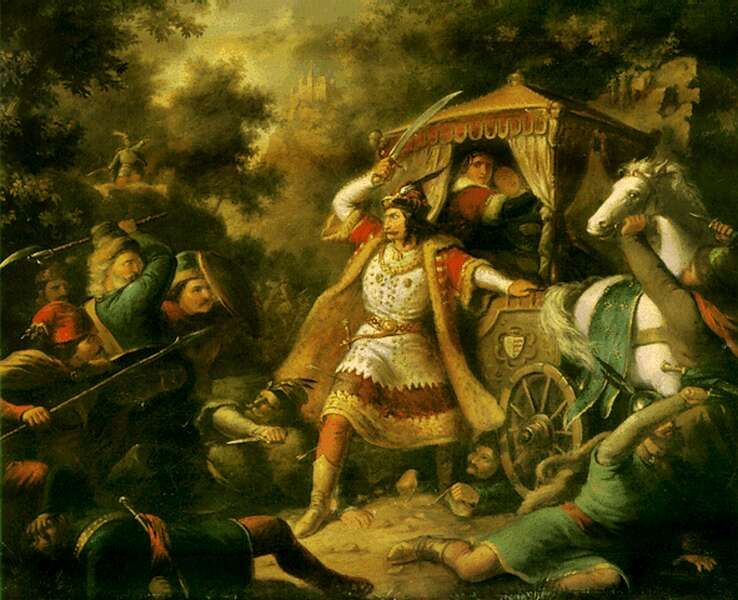
Kovács Mihály: Garai nádor megvédi Mária és Erzsébet királynőket

Erzsébet és Mária a zendülést személyes megjelenésükkel akarták csillapítani. 1386. július 25-én Horváti János katonái rajtaütöttek a királynék csapatán, és a hősiesen küzdő Forgách Balázs pohárnok és Garai Miklós megölése után a királynékat az Adriai-tenger partján álló Novigrad várába vitték. Horváti János az anyakirálynőt 1387. január 16. körül a fiatal magyar királynő szeme láttára megfojtatta.
Míg Mária börtönben raboskodott, 1387. március 31-én Zsigmondot mint Mária király férjét magyar királlyá koronázták. A királynak a magyar és horvát urak, valamint a velencei flotta segítségével 1387. június 4-én sikerült kiszabadítania Máriát.

## Társuralkodó
Luxemburgi Zsigmond és Mária formálisan társuralkodók voltak (egy ideig párhuzamosan adtak ki adományleveleket), a hatalom azonban néhány év után fokozatosan Zsigmond kezébe csúszott át, úgy, hogy mindkettejüknek Kanizsai János esztergomi érsek volt a kancellárja.
Királyként az első nő a magyar trónon egész életében nagyhatalmi törekvések és kisstílű egyéni érdekek akaratlan kiszolgálója volt. Még az az elégtétel sem adatott meg neki, hogy világra hozza Nagy Lajos unokáját. A gyermeket váró királynő a budai hegyekben lovasbalesetet szenvedett, és az esés következtében megindult szülésben 1395. május 17-én meghalt a megszületett gyermekével együtt. Széles körben elterjedt nézet, hogy a baleset alkalmával egyedül lovagolt, ám az egyetlen erről tudósító forrásból ez nem derül ki. Váradon temették el.

## Alakja a művészetben

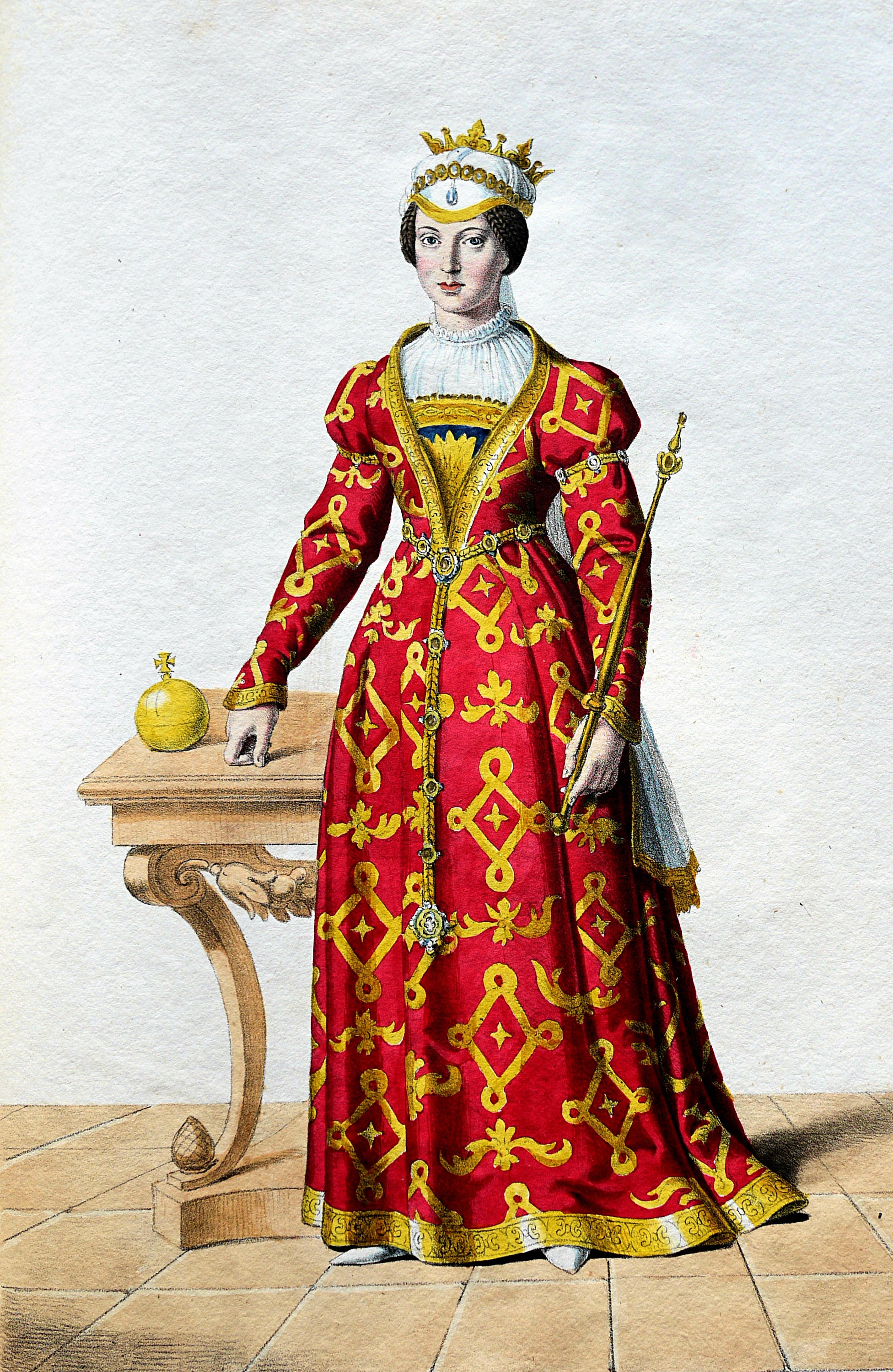
Josef Kriehuber színezett litográfiája (1828)

A legelső részletes krónikát a királynőről a novigrádi fogságából frissen kiszabadult királynő kérésére Monaci Lőrinc írta meg, akinek személyesen a királynő adta elő a történteket. Művét a királynőnek és Aimo Péter volt krétai kormányzónak ajánlotta. Az írás 561 latin hexameterből álló verses krónika. Csak 1758-ban publikálták. A ma is használatos kiadást Márki (1910) gondozásában adták ki.
Madách Imre is feldolgozta alakját, amikor 18 évesen Mária királynő címmel ötfelvonásos drámát írt róla, amelyet azonban se életében, se később ebben a formában sohasem mutattak be. Gyárfás Miklós Madách Mária királynőjét átdolgozta és színpadra alkalmazta. Mind drámaszerkezeti, mind nyelvi tekintetben azonban eltért az eredeti változattól, de szellemében teljesen hű maradt Madáchhoz. Gyárfás így fogalmazott: „Jogosan felmerülhet a kétely, szabad-e teljesen újraalkotni egy múlt századi [értsd 19. századi, a szerkesztő] drámát, a húszesztendős Madách fogalmazását? Nem szabad. Mégis megtettem, mert azt szeretném, ha a Mária királynő az eleven színházkultúráé lenne, nem a színházi szempontból halott irodalomtörténeté”. A mű legelőször 1970. december 19-én a Szegedi Nemzeti Színházban került színpadra Lendvay Ferenc rendezésében. A címszerepet Molnár Piroska játszotta. Az édesanyja szerepét, Kotromanić Erzsébet királynét Stefanik Irén formálta meg. Durazzo Károly szerepében Végvári Tamás jelent meg, míg Zsigmondot Király Levente keltette életre.
Mária királynő történetét a XXI. század elején Székely Csaba dolgozta fel szintén színjáték formájában Mária országa címen, melynek ősbemutatója (hasonlóan Madách művéhez) a Szegedi Nemzeti Színházban volt Alföldi Róbert rendezésében, 2022. április 29.-én. A címszerepet Menczel Andrea játszotta. Az édesanyja szerepét, Kotromanić Erzsébet királynét Botos Éva formálta meg. Durazzo Károly szerepében Barnák László jelent meg, míg Zsigmondot Medveczky Balázs keltette életre.
Fontos szereplője Szentmihályi Szabó Péter: Haláltánc című regényének, mely Forgách Balázs szemszögéből láttatja a korabeli eseményeket.

## Emlékezete
Mária királynőnek húgával, Hedvig lengyel királynővel ellentétben nem alakult ki sem kultusza, sem különösebb tisztelete országában, és alakja is alig őrződött meg a néphagyományban, szinte teljesen ismeretlen az átlagemberek előtt a személye. Egyedül a ma már Miskolchoz tartozó diósgyőri vár őrizte meg az emlékét, amely Mária legkedveltebb tartózkodási helye volt, de mára ez is elhalványult. A diósgyőriek többnyire Mária királynő várának tartották a diósgyőri várromokat. Állítólag egy 500 évesnél idősebb mogyorófa köszönheti neki a létét, melyet ő ültetett saját kezűleg. Ez a fa azonban 1935-ben kiszáradt, és még az sem biztos, hogy tényleg ő ültette, hiszen lehet, hogy csak egy 109 évesen elpusztult öreg fának tulajdonította a néphagyomány azt a hiedelmet, hogy Mária fája. Egy másik emléket is a keze munkájának tekintenek, melyet édesanyjával együtt alkotott, mégpedig egy miseruhát, melyet ők hímeztek, és rabságuk emlékére Mária később Novigrad városának ajándékozott. Ennek csak egy apró darabja maradt meg, amelyet belevarrtak egy újabb miseruhába, és ez mind a mai napig a megvan és látható a novigradi Szent Márton-templomban. Novigrad népe számon tartja és elvárja, hogy ünnepeken egykori királynőjük kezét dicsérő ruhában misézzen a pap.

## Gyermeke
- 1. férjétől, akivel per procuram kötött házasságot, Lajos francia királyi hercegtől, Orléans későbbi hercegétől, nem születtek gyermekei.
- 2. férjétől, I. (Luxemburgi) Zsigmond brandenburgi őrgróftól, iure uxoris magyar királytól, egy fiú: N. (Buda, 1395. május 17. – Buda, 1395. május 17.) magyar királyi herceg és trónörökös.

## Galéria

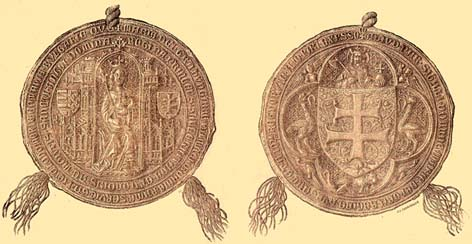
Királyi pecsétje
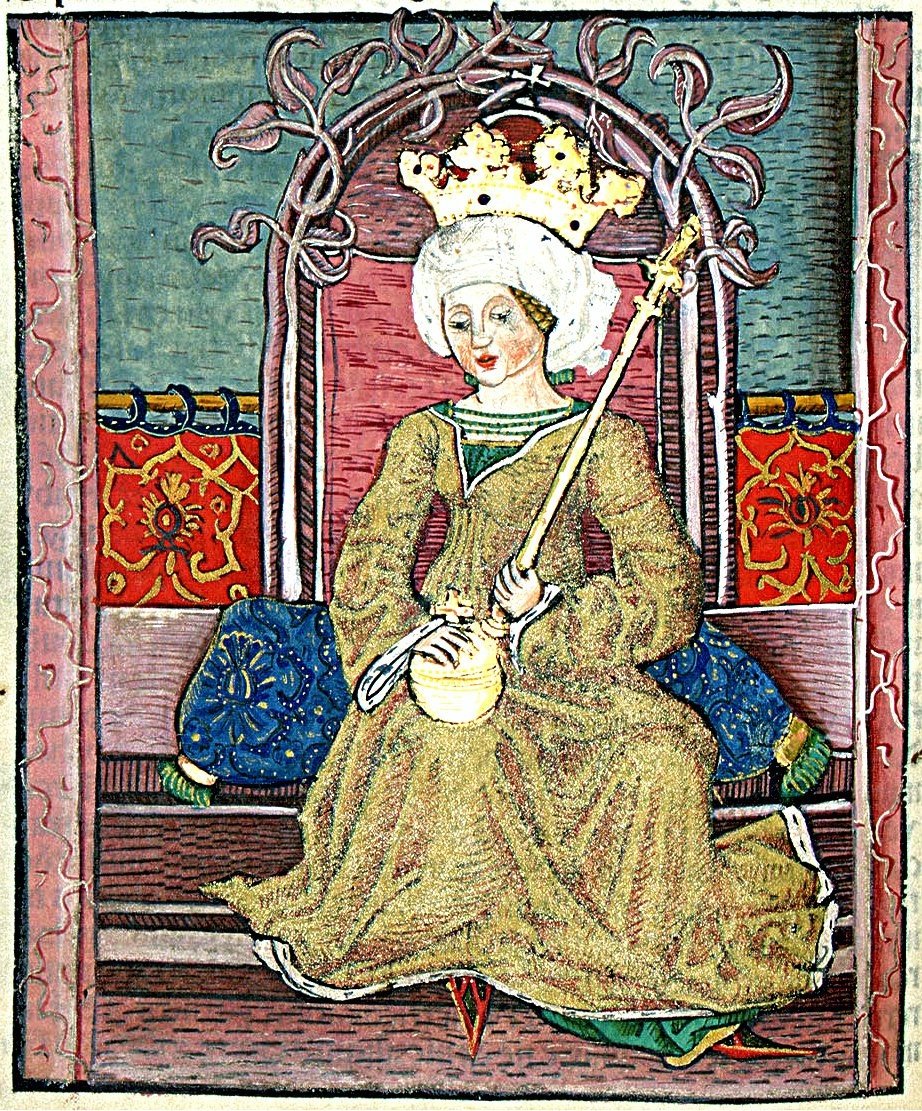
Ábrázolása a Thuróczi-krónika augsburgi kiadásában
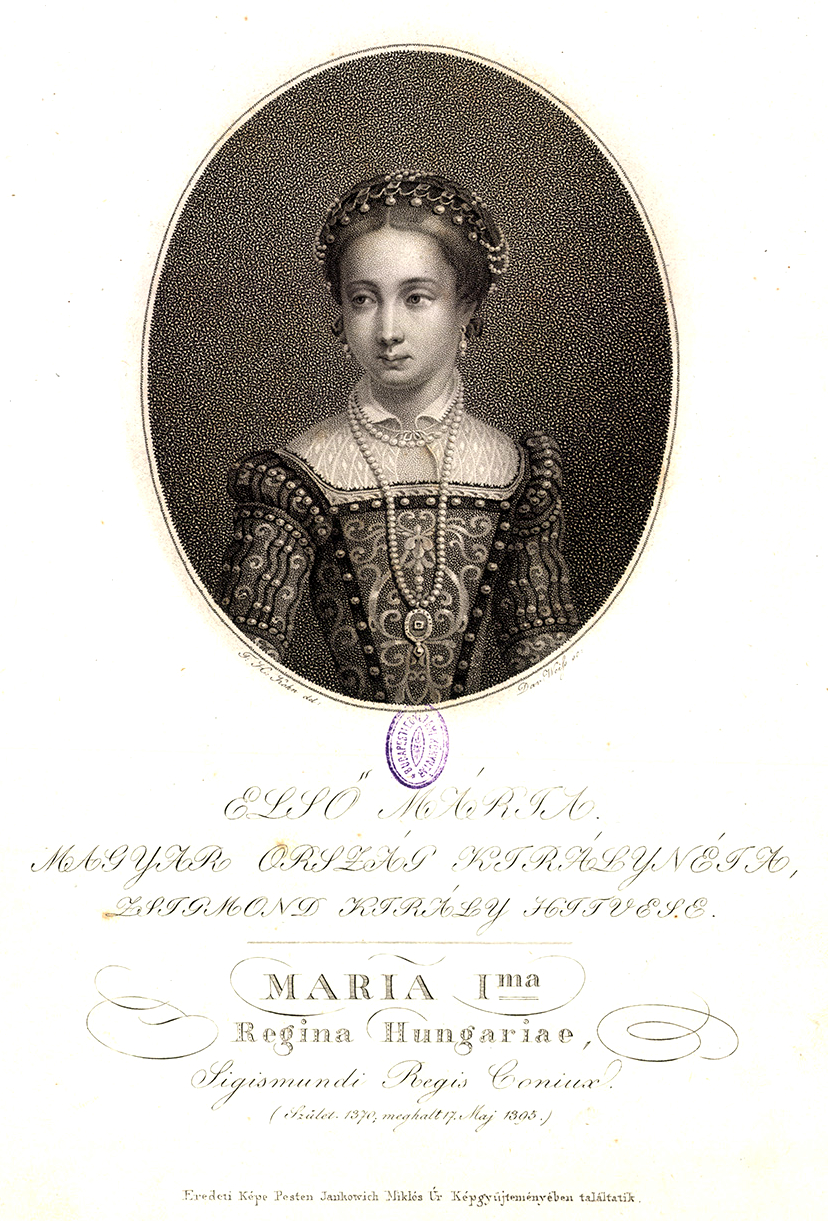
Weiss Dávid rajza (1801)
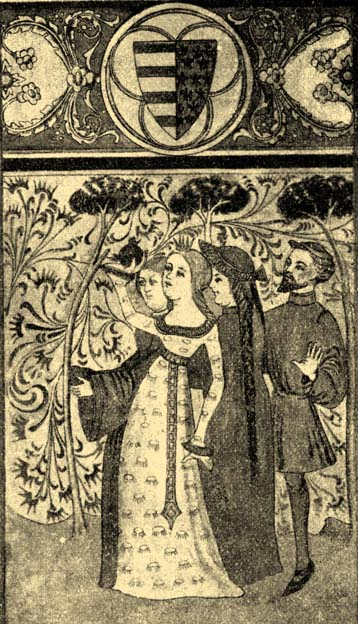
Szilágyi Sándor rajza (1896)

### Szépirodalom
- Dénes Gizella: Kisasszonykirály, Singer és Wolfner Irodalmi Intézet Rt., Budapest, 1937
- Gulácsy Irén : Jezabel, Szépirodalmi Könyvkiadó, Budapest, 1987
- Gyárfás Miklós: Madách színháza, Szépirodalmi Könyvkiadó, Budapest, 1972
- Lahmann György: Mária királynő alakja a magyar irodalomban, Bölcsészetdoktori értekezés, Dunántúl Egyetemi Nyomdája, Pécs, 1927
- Madách Imre: Mária királynő, dráma öt felvonásban, 1840-1855 (Hozzáférés: 2015. február 3.)
- Šenoa, August: Kletva (Átok) (horvát regény) URL: Lásd További információk
- Szentmihályi Szabó Péter : Haláltánc, Szépirodalmi Könyvkiadó, Budapest, 1988
- Záborský, Jonáš: Karol Dračský, Alžbeta Ludiekovna, Historická smutnohra vo troch dejstvách, in: Jonáš Záborský, Josef K. Viktorin: Jonáša Záborskéno básne dramatické, 277–